# Diloba obsoleta
Diloba obsoleta là một loài bướm đêm trong họ Noctuidae.